# Mercedes-Benz L-1111
O Mercedes-Benz L-1111, popularmente conhecido como 1111, foi o primeiro modelo de caminhão de cabine 'semiavançada' fabricado no Brasil pela companhia alemã Mercedes-Benz, sendo produzido entre 1964 e 1970 e seu sucessor L-1113 produzido entre 1970 e 1987, foram os modelos de caminhões mais vendidos da história do Brasil. Juntos tiveram 240.000 unidades vendidas no País. 

## História

### Desenvolvimento
Após o sucesso do L-312 e do LP-321, a Mercedes-Benz do Brasil S.A. representante nacional da Mercedes-Benz fundada em 1953, decidiu investir em uma nova linha de caminhões de alta eficiência e adaptados para transportes a longa distância em uma época em que o as grandes rodovias federais brasileiras, estavam sendo construídas e já traçavam o interior do país, porém grande parte ainda sem pavimentação.
A solução encontrada pelos fabricantes nacionais de veículos comerciais foi projetar e fabricar modelos de caminhões adaptados as dificuldades das rodovias brasileiras da época. A resposta da Mercedes-Benz veio com lançamento do L-1111 em 1964 , o primeiro da série com cabine semiavançada AGL.

### Características
Com um PBT (peso bruto total) de 10.500 kg, ele possuía o mesmo motor OM-321 do lp 321 de seis cilindros em linha e 5,1 litros com 110 cv, ainda com injeção indireta, e transmissão de cinco marchas sincronizadas. Como o antecessor, oferecia três versões: L (Lastwagen, caminhão em alemão) com três opções de distâncias entre eixos, LK (Kipper ou basculante) e o cavalo mecânico LS (Sattelschlepper ou reboque). O número 1111 indicava o peso bruto total (PBT) de 11 toneladas e a potência de 110 cv, um padrão duradouro nessa e em outras marcas. No ano seguinte estreavam o LA, o LAK e o LAS-1111 com tração 4×4.
Os grandes diferenciais do L-1111 para os antecessores eram sua robustez e durabilidade, que garantiam alto valor de revenda. Projetado para que a manutenção fosse relativamente fácil, de modo que o próprio motorista conseguia fazer reparos apenas com ferramentas básicas. Com uma cabine ampla apoiada sobre um sistema de amortecedores, faziam do L-1111 algo ainda inédito na época para um caminhão, assentos com altura ajustável e sistema de ventilação, algo considerado avançado para época.

### Fim de produção
No início da década de 1970, a Mercedes-Benz lançou o L-1113 e o L-1111 saiu de linha ainda como líder de vendas. O L-1113 com o mêsmo design, porém com o motor agora mais potente o substituiu. Nos seis anos em que o L1111 foi fabricado, ele dominou o mercado de caminhões semipesados, terminando a década de 1960 com 40 mil unidades emplacadas em todo o país.